# 톰톰

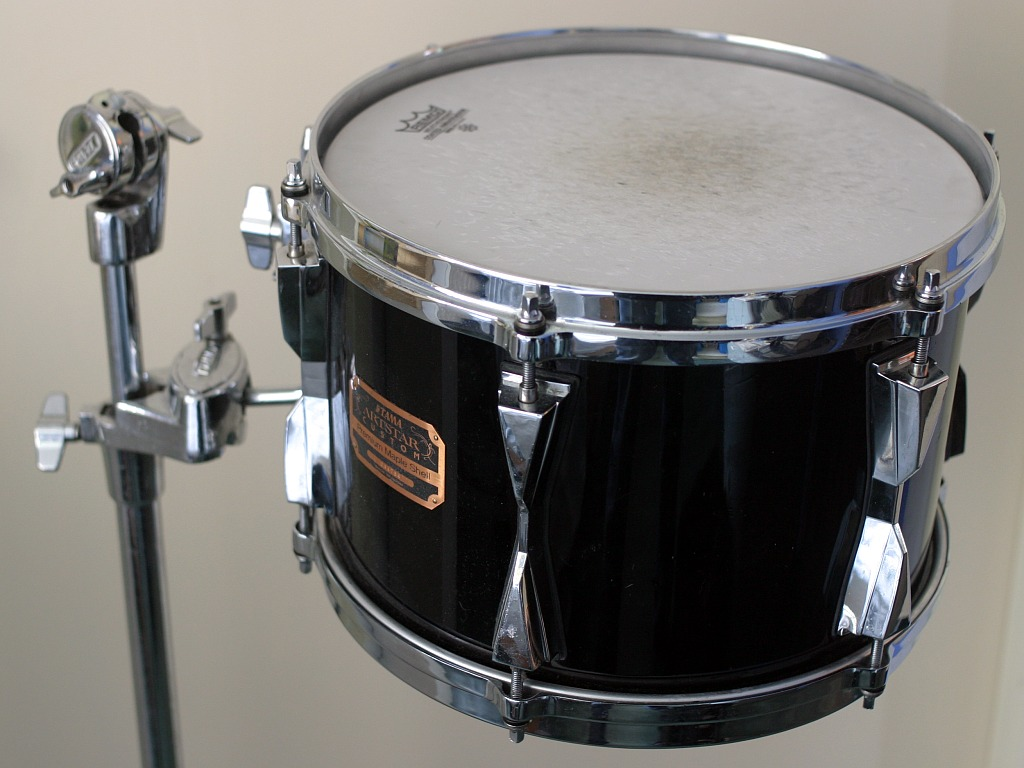
스탠드에 고정된 톰톰.

톰톰, 혹은 탐탐 드럼(tom-tom drum)은 드럼 셋을 구성하는 원통형의 울림통이다. 스네어 드럼과 다르게 울림줄이 없다. 보통 양면에 가죽막이 있으나 아래쪽이 터져 있는 것도 있고 그 크기(음높이)로 큰톰톰, 가온톰톰, 작은톰톰이라고 한다.
이름의 유래는 아이들의 장난감 북을 의미하는 영국 고유어, 혹은 그 소리를 나타내는 의성어에서 비롯되었다고 하며, 그 개념 자체는 미국 원주민이나 아시아 지역에서 의사 소통 수단으로 사용하던 북에서 비롯되었다. 탐탐 드럼은 20세기 초부터 드럼 셋의 파트 중 하나로 추가되었다.
작은북의 북채로 또는 와이어브러시(wire brush)로 연주한다.